# Giulia Pasqualin
Giulia Pasqualin (Mariano Comense, 20 aprile 1991) è un'ex cestista italiana.
Giocava nel ruolo di guardia.

## Carriera
Capitana delle formazioni giovanili ha vinto il titolo italiano Under-16 a Salsomaggiore nel 2007. È arrivata seconda nel 2006 Under-16, terza nel 2005 Under-14.
Con la Nazionale Under-16 ha vinto l'Europeo di Dividione B del 2007 a Chieti, risultando, con 20 punti (7 su 10 nel tiro da due punti), la miglior marcatrice della finale (Italia-Germania 64-55).
Nella stagione 2018-19 ha ripreso l'attività militando nel campionato di serie C lombardo con la formazione del A.S.D. Basket S. Ambrogio Mariano Comense (CO).